# Оливковоспинный мечеклювый древолаз
Оливковоспинный мечеклювый древолаз (лат. Xiphorhynchus triangularis) — вид птиц из семейства печниковых. Распространены в Боливии, Колумбии, Эквадоре, Перу и Венесуэле. Естественной средой обитания этих птиц являются субтропические или тропические влажные горные леса. Миграций они не совершают.
МСОП присвоил виду охранный статус LC.

## Таксономия
Иногда Xiphorhynchus triangularis считают конспецифичным с близкородственным X. erythropygius, чему, однако, противоречат данные молекулярных исследований, различия в вокализации и иные соображения. Выделяют четыре подвида.

## Описание
Длина тела 19,5—25 см, масса тела самцов 40—52 г, самок — 32—48 г.
Рацион не известен, скорее всего представители вида преимущественно насекомоядны.